# Armată

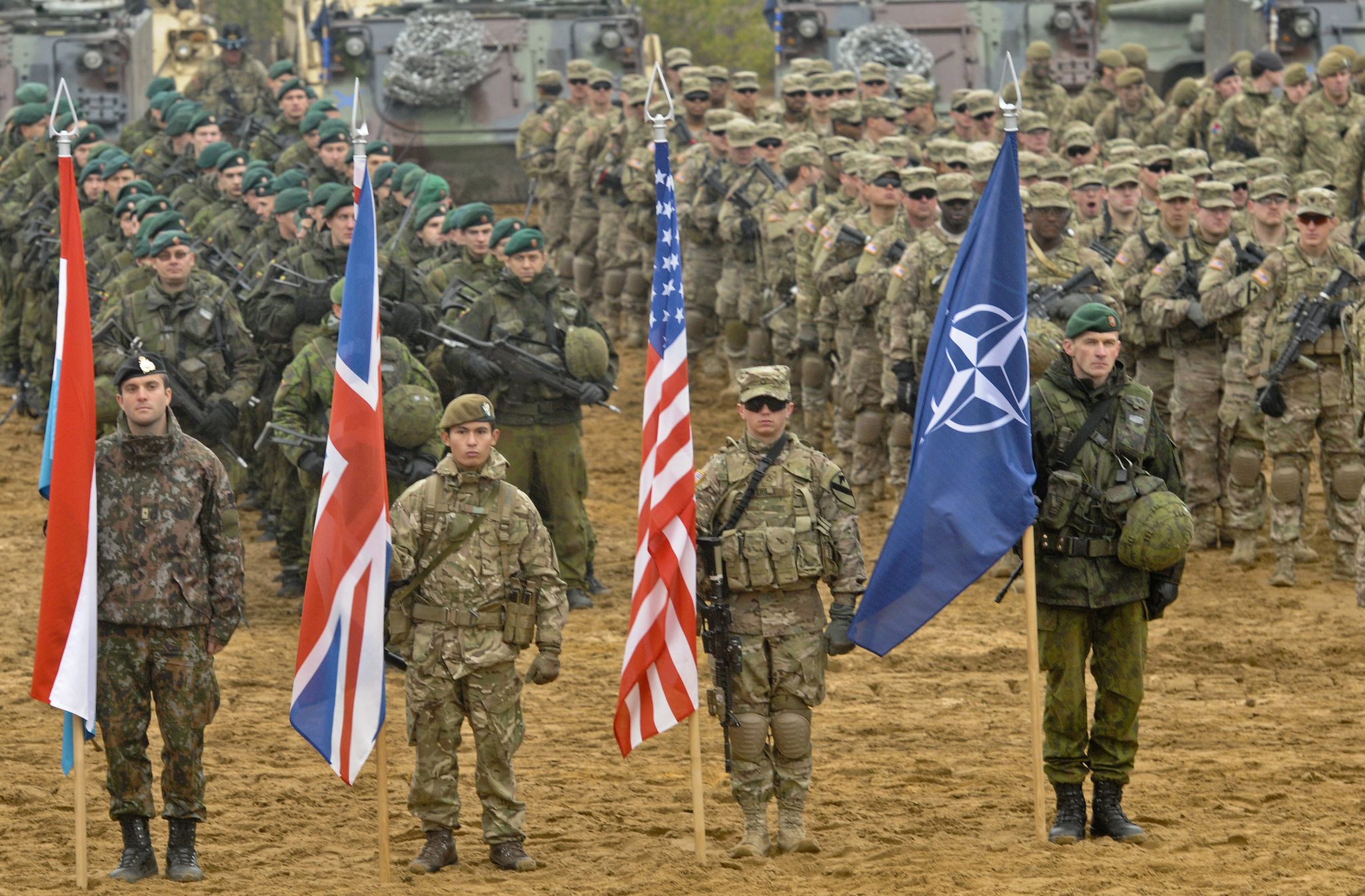
Ceremonia militară a NATO, Pabrade, Lituania, 2014

O armată este o forță puternic înarmată, extrem de organizată, destinată în primul rând războiului, cunoscută și colectiv ca forțe armate. De obicei este autorizată oficial și întreținută de un stat suveran, membrii săi fiind identificați de uniforma lor militară distinctă. Poate consta din una sau mai multe ramuri militare, cum ar fi o armată terestră, marină, forță aeriană, forță spațială, pușcași sau Garda de Coastă. Sarcina principală a armatei este de obicei definită drept apărarea statului și a intereselor sale împotriva amenințărilor armate externe.
În folosirea uzuală, termenii „forțe armate” și „armată” sunt adesea tratate ca sinonime, deși în uz tehnic se face uneori o distincție în care forțele armate ale unei țări pot include atât forțele sale militare, cât și celelalte forțe paramilitare. Există diverse forme de forțe militare neregulate, care nu aparțin unui stat recunoscut; deși împărtășesc multe atribute cu forțele militare obișnuite, ele sunt menționate mai rar ca fiind doar „armată”.
Armata unei națiuni poate funcționa ca o subcultură socială discretă, cu infrastructură dedicată precum locuințe militare, școli, utilități, logistică, spitale, servicii legale, producție de alimente, finanțe și servicii bancare. Dincolo de război, militarii pot fi angajați în funcții suplimentare sancționate și nesancționate în interiorul statului, inclusiv amenințări la securitatea internă, controlul populației, promovarea unei agende politice, servicii de urgență și reconstrucție, protejarea intereselor economice ale companiilor, ceremonii sociale și paznici ai onoarei naționale.
Profesia de militar ca parte a unei armate este mai veche decât istoria consemnată în sine. Unele dintre cele mai durabile imagini ale antichității clasice înfățișează puterea și faptele conducătorilor săi militari. Bătălia de la Kadesh din 1274 î.Hr. a fost unul dintre punctele definitorii ale domniei faraonului Ramses al II-lea, iar monumentele sale o comemorează în basorelief. O mie de ani mai târziu, primul împărat al Chinei unificate, Qin Shi Huang, a fost atât de hotărât să impresioneze zeii cu puterea sa militară, încât s-a îngropat cu o armată de soldați din teracotă. Romanii au acordat o atenție considerabilă chestiunilor militare, lăsând în posteritate multe tratate și scrieri pe această temă, precum și numeroase arcuri de triumf sculptate și coloane de victorie.

## Legături externe
- Military Expenditure % of GDP hosted by Lebanese economy forum, extracted from the World Bank public data.
- Armată pe Curlie